# 加藤ゆりな
加藤 ゆりな（かとう ゆりな、1999年1月7日 - ）は、日本のタレント、元アイドル。
埼玉県出身。血液型・O型。所属事務所はTWIN PLANET。
身長158cm、スリーサイズはB80、W64、H83。留年により高校2年生を4回経験しており、肩書を「高校5年生」としている。

## 来歴

### アイドル
2012年、「Nゼロ（元AKBN0）」の10期生・加藤ゆりりん友理奈として芸能界デビュー。脱退後2013年4月、アイドルグループ「ナト☆カン」に朝倉ゆりな名義で在籍。2014年11月卒業。
2017年3月9日にアイドルグループ『アキシブproject』に加入。当初は“加藤ゆりな”で参加も、2018年1月により“ゆりんご”に改名。2018年6月26日に『アキシブproject』を卒業。卒業後は再び加藤ゆりな名義へと戻す。『アキシブproject』卒業以後はアイドルであることを否定しており、肩書には後述する「高校5年生」を用いる。

### タレント
2017年7月に日本テレビ『踊る！さんま御殿』に出演後、「（芸名＝本名でありながら）自分の名前を忘れる」新おバカ女王誕生と話題になり、2018年の『有吉反省会』ではいじりがいのあるおバカとして評価される。
留年のため4度高校2年生を経験しており、2018年現在「高校5年生」。『有吉反省会』の中で司会者・有吉弘行から2018年度に高校3年生への進級ができなければ自主退学とする「禊」を申し渡され加藤も約束した。実際、2018年度に高校3年生への進級が絶望的となり、2018年年末の『有吉反省会』の特番で通信制高校への転籍の形で有吉との禊を果たすことになった。
2019年11月30日付で所属事務所を退所。フリーランスとして芸能活動を続ける。2020年3月、YouTubeにて高校6年目での卒業を発表した。

## 人物
勉強が苦手で成績表はオール1。前述するように自分の名前を覚えられない、漢字で書けないなど国語力が弱く、英語に関してはアルファベットがすべて同じに見えるという。
留年を繰り返している点には「自分だけ時が止まっているみたい」「学割が使える」と周囲の思いと反比例し好意的に受け止めているが、有吉には親に迷惑をかけていることを諭された上「高校辞めんなよ。お前は出来るんだから」とエールを贈られている。